# Scilla × allenii
Scilla × allenii é um híbrido do género Scilla pertencente à família Asparagaceae.